# マリオ・コルティ
マリオ・コルティ(Mario Corti, 1882年1月29日 - 1957年2月18日)は、イタリアのヴァイオリン教師、作曲家。

## 略歴
グアスタッラの音楽家の家に生まれる。父アンジェロから音楽の手ほどきを受けたあと、ボローニャのリセオ音楽院に進学し、アドルフォ・マサリエンティにヴァイオリン、ジュゼッペ・マルトゥッチとマルコ・エンリコ・ボッシに作曲を学んだ。1903年から演奏活動を行い、ピアニストのブルーノ・ムゲリーニ等の主催するピアノ五重奏団に参加し、オットリーノ・レスピーギと知り合った。
1907年からパルマ音楽院のヴァイオリン教師の職に就き、アッティリオ・ブルニョーリやグイド・アルベルト・ファーノといったピアニストたちと室内楽のコンサートを頻繁に行うようになった。 1914年から翌年にかけて、ベルリンのクリントヴォルト＝シャルヴェンカ音楽院にも出講し、1915年からはローマのサンタ・チェチーリア音楽院で教鞭をとるようになった。演奏家としてイタリアの現代音楽をレパートリーに入れる一方で、16世紀から17世紀のイタリアのヴァイオリン音楽の校訂もも行い、自らもヴァイオリン・ソナタや教材用の作品等を作曲して発表した。
1930年から1932年までローマ・フィラルモニカ・アカデミア、1936年から1946年までヴェネツィア国際現代音楽祭のそれぞれで芸術監督を務め、1940年から1946年までフェニーチェ劇場の監督も兼任した。また、ローマの聖チェチーリア音楽院事務局長も長年勤めた。
ローマにて没。

## 注記
1. ↑  Marie Christine Haustein, Die Sinfonik der Generazione dell'Ottanta : Voraussetzungen, entwicklungen una wertung, Frankfurt am Main [etc.
2. ↑  Mario Corti, I classici violinisti italiani liberamente riveduti ed armonizzati, Milano : A. & G. Carisch & C, 1927